# Сирійсько-Ліванський госпіталь

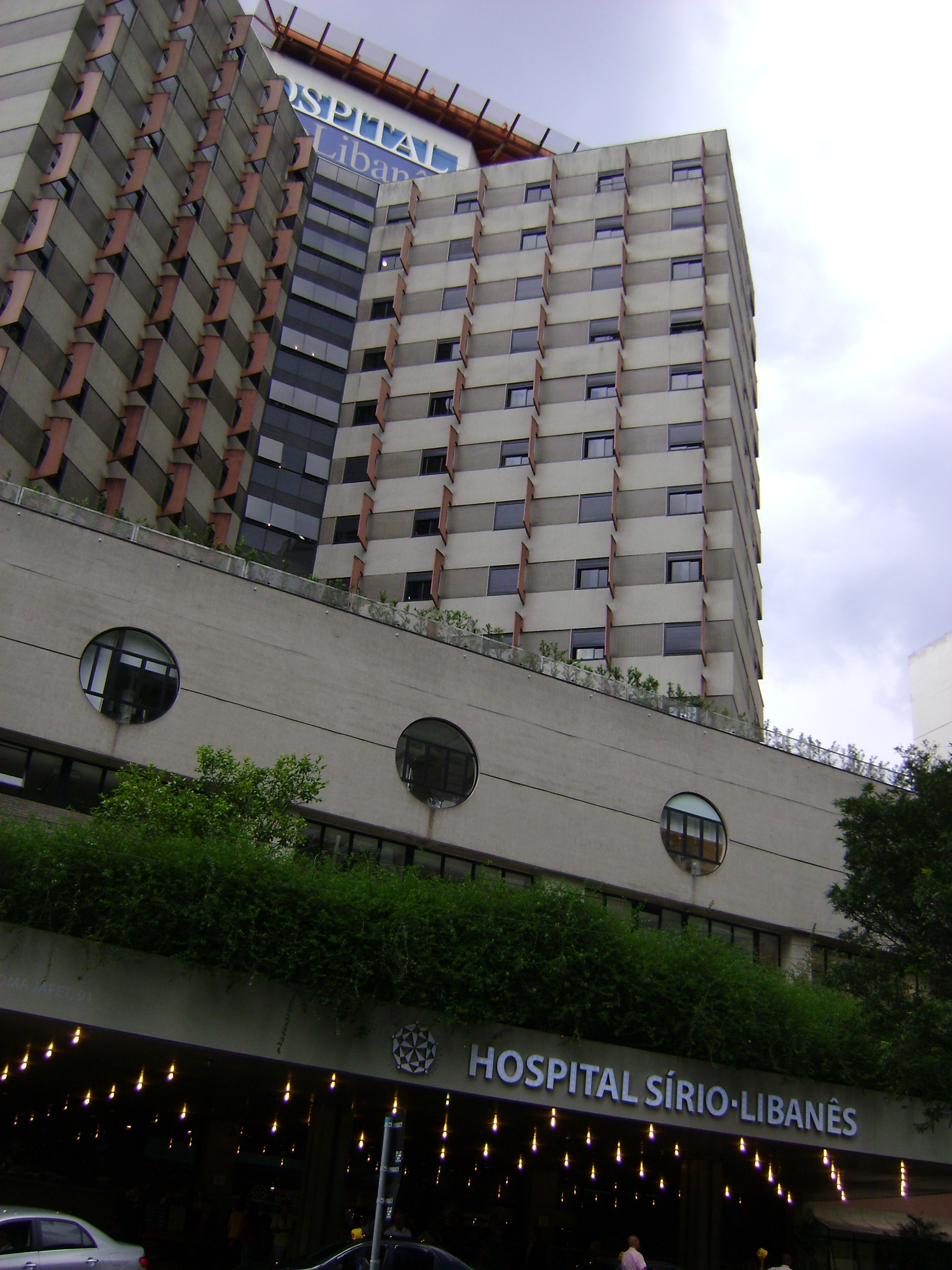
Сирійсько-Ліванський госпіталь

Сирійсько-Ліванський госпіталь (порт. Hospital Sírio-Libanês) — приватний медичний заклад у Сан-Паулу (Бразилія), одна з найбільших лікарень у Латинській Америці. Розташований у районі Белла Віста в центральній частині міста. Заснований сирійсько-ліванською громадою; будівництво почалося в 1931 році, однак робота госпіталю почалася лише в 1962 році. Серед відомих клієнтів госпіталю — президенти Бразилії Ділма Русефф і Венесуели Уго Чавес, колишній віце-президент Бразилії Жозе Аленкар, бразильський актор Пауло Аутран.